# Onde circumpolaire antarctique
L'onde circumpolaire antarctique (ACW) est une onde couplée océan / atmosphère qui fait le tour de l'océan Austral en environ huit ans à 6-8 cm/s. Puisqu'il s'agit d'un phénomène d'onde 2 (il y a deux crêtes et deux creux dans un cercle de latitude), à chaque point fixe de l'espace, un signal d'une période de quatre ans est observé. La vague se déplace vers l'est avec les courants dominants.

## Histoire du concept
Bien que la "vague" soit identifiée via la température, la pression atmosphérique, la glace de mer et la hauteur de l'océan, les variations sont difficiles à voir dans les données brutes et doivent être filtrées pour devenir apparentes. Parce que l'enregistrement fiable des données de l'océan Austral existe depuis peu de temps (depuis le début des années 1980), et qu'un traitement du signal est nécessaire pour révéler son existence, certains climatologues doutent de l'existence réelle de la vague. D'autres acceptent son existence mais disent que sa force varie au fil des décennies.
La vague a été découverte simultanément par White et Peterson 1996 et Jacobs et Mitchell 1996. Depuis lors, les idées sur la structure des vagues et les mécanismes de maintenance ont changé et se sont développées: selon certains, elle doit maintenant être considérée comme faisant partie d'une vague ENSO mondiale.

### Sources
- White et Peterson, « An Antarctic circumpolar wave in surface pressure, temperature and sea-ice extent », Nature, vol. 380, no 6576,‎ 1996, p. 699–702 (DOI 10.1038/380699a0, Bibcode 1996Natur.380..699W, lire en ligne, consulté le 10 mai 2015)
- Jacobs et Mitchell, « Ocean circulation variations associated with the Antarctic Circumpolar Wave », Geophysical Research Letters, vol. 23, no 21,‎ 1996, p. 2947–50 (DOI 10.1029/96GL02492, Bibcode 1996GeoRL..23.2947J, lire en ligne, consulté le 10 mai 2015)
- Connolley, « Long-term variation of the Antarctic Circumpolar Wave », Journal of Geophysical Research, vol. 107, no C4,‎ 2002, p. 8076 (DOI 10.1029/2000JC000380, Bibcode 2002JGRC..107.8076C)